# Jean Lapierre (homme politique)
Pour les articles homonymes, voir Jean Lapierre et Lapierre.
Jean-Charles Lapierre, né le 7 mai 1956 aux Îles-de-la-Madeleine et mort le 29 mars 2016 au même endroit, est un homme politique et un chroniqueur politique canadien. Député libéral fédéral de Shefford puis d'Outremont, il a également mené une carrière médiatique en tant que chroniqueur politique pour le réseau TVA, Cogeco et CTV. Il a aussi été commentateur à CJAD de Montréal et au FM 93 de Québec.

## Biographie

### Carrière politique
Lapierre est diplômé en droit de l'Université d'Ottawa. Il se fait élire pour la première fois à la Chambre des communes lors de l'élection de 1979. Réélu aux élections de 1980, 1984 et 1988. Lapierre était un ministre d'État à la Jeunesse et au Sport Amateur dans le gouvernement de John Turner.
En 1990, il appuie la candidature de Paul Martin à la chefferie du Parti libéral du Canada (PLC) contre Jean Chrétien. Après la victoire de Chrétien, il quitte le PLC pour se joindre au mouvement arc-en-ciel, temporaire et ponctuel qui est devenu plus tard le Bloc québécois, il y siège de 1990 à 1992.
Ayant quitté la politique pour un temps, Lapierre conserve un haut profil en devenant animateur pour la station de radio montréalaise CKAC. Il travaille simultanément comme présentateur de nouvelles à Télévision Quatre-Saisons. Lapierre acquiert la réputation d'un homme qui connaît très bien le gouvernement canadien, et il est sollicité pour des conseils politiques.
Lors de l'élection de 2004, Lapierre revient à la Chambre des communes du Canada, à la demande de Paul Martin, après une absence de onze années, se faisant élire pour le Parti libéral dans Outremont Il devient le lieutenant politique de Paul Martin au Québec. Le 20 juillet 2004, il est nommé ministre des Transports au cabinet du Canada. Comme lieutenant politique québécois, sa tâche est de livrer la victoire au PLC à la manière d'Ernest Lapointe ou de Jean Marchand[réf. nécessaire]. Toutefois, le Bloc québécois remporte 54 des 75 sièges fédéraux du Québec en bonne partie à cause du scandale des commandites.
En tant que ministre des Transports dans le gouvernement minoritaire de Paul Martin, Lapierre devient un ardent défenseur de l'ouverture du Canada et lance le concept de Gateways en lançant le Pacific Gateway à Vancouver pour une ouverture sur l'Asie.
Jean Lapierre se fait réélire lors de l'élection fédérale canadienne de 2006 ; toutefois, le Parti libéral est éjecté du pouvoir par le Parti conservateur du Canada, qui forme un gouvernement minoritaire. Lapierre se trouve désormais dans l'opposition à titre de porte-parole à l'industrie.
Avant Noël 2006, Lapierre annonce qu'il ne sera pas candidat lors de la prochaine élection fédérale. En janvier 2007, il conclut un contrat avec le réseau TVA pour animer une émission hebdomadaire où il commentera l'actualité politique ; il sera également analyste à TVA et à LCN. Après la conclusion de ce contrat, il annonce qu'il démissionnera en tant que député d'Outremont à la fin du mois de janvier 2007.

### Carrière dans les médias
Jean Lapierre anima une émission régulière à la radio de CKAC pendant plusieurs années avec des collaborations dans l'émission de Paul Arcand à cette même antenne. Après sa carrière politique, il rejoint l'équipe du 98,5 FM en tant que chroniqueur politique pour les émissions de Paul Arcand (Puisqu’il faut se lever), ainsi que celle de Paul Houde (Montréal Maintenant) et à l'occasion dans l'émission d'Isabelle Maréchal (Isabelle le matin).
Il anime aussi une émission de télévision politique Larocque-Lapierre avec Paul Larocque à TVA ainsi qu'être chroniqueur politique à l'émission le TVA 22 Heures avec Sophie Thibault. De plus il est commentateur politique pour la radio anglophone CJAD de Montréal et pour la radio FM 93 de Québec. Il contribue régulièrement aux émissions Mario Dumont à LCN et Power Play et Question Period du réseau CTV.

### Vie privée
Jean Lapierre a deux enfants. Une fille, Marie-Anne, journaliste à TVA et un fils, Jean-Michel, avocat. Ils sont nés d'une précédente union (Gabrielle Choinière). Il vivait avec Nicole Beaulieu, sa conjointe depuis plus de 25 ans, également décédée dans l'écrasement d'avion aux Îles-de-la-Madeleine, le 29 mars 2016.

### Décès
Le 29 mars 2016 à 12 h 43 HAA (11 h 43 HAE), l'avion Mitsubishi MU-2 dans lequel Jean Lapierre prend place pour se rendre aux obsèques de son père (qui était mort des suites de la maladie de Parkinson) s'écrase dans un champ lors de la phase d'atterrissage près de l'aéroport des Îles-de-la Madeleine, tuant les sept personnes à bord, incluant Jean Lapierre, sa conjointe (Nicole Beaulieu), deux de ses frères (Marc et Louis), une de ses sœurs (Martine) ainsi que deux membres d'équipage (Pascal Gosselin et Fabrice Vetea Labourel).

## Archives
Il y a un fonds d'archives Jean Lapierre à Bibliothèque et Archives Canada.